# Бенталл, Хью Генри
Бенталл, Хью Генри  (28 апреля 1920 — 9 сентября 2012)— английский кардиохирург, профессор кардиохирургии, один из основателей хирургии грудной аорты.

## Биография
Хью Генри Бенталл родился 28 апреля 1920 года в Worthing, Sussex (Великобритания). Получил медицинское образование в Seaford College, на базе St Bartholomew's Hospital в Лондоне. После окончания обучения в 1942 году, Бенталл работал хирургом общего профиля в North Middlesex Hospital, где под руководством Ivor Lewis принимал участие в операциях на грудном отделе пищевода при врождённых аномалиях развития и первых успешных эмболэктомиях легочной артерии. В последующем Хью Бенталл был назначен главным резидентом в London Chest Hospital, где трудился до 1945 года. В 1945 году хирург Бенталл принят в Королевский военно-морской флот Великобритании, и был распределён на единственный корабль-госпиталь HMHS Empire Clyde. После демобилизации в 1947 году и по 1950 год преподавал анатомию в Charing Cross Hospital Medical School. В 1950 году был принят на работу в Royal Postgraduate Medical School, где с Ian Aird занимался грудной хирургией. Бенталл совместно с Dennis Melrose и William Cleland спроектировалb аппарат искусственного кровообращения, что позволило выполнять операции на остановленном сердце. В 1959 году команда профессора Бенталла была приглашена в СССР, где в Институте сердечно-сосудистой хирургии им. А.Н. Бакулева они выполняли показательные операции на сердце. В 1986 году профессор Бенталл ушел в отставку и стал преподавать анатомию в Royal Free Hospital Medical School до 1989 года. 9 сентября 2012 года профессор Хью Генри Бенталл умер.

## Труды
В 1968 году Хью Бенталл и Энтони Де Боно доложили об успешной операции протезирования корня аорты клапансодержащим кондуитом с имплантацией устьев коронарных артерий в просвет кондуита. С течением времени данная методика получила широкое распространение в практике кардиохирургов всего мира и получила название операции Бенталла. Также Хью Бенталл занимался разработкой методов лечения синдрома Вольфа-Паркинсона-Уайта.